# Principal Edwards Magic Theatre
Principal Edwards Magic Theatre war ein britisches Performance-Kollektiv, bestehend aus Musikern, Dichtern, Tänzern sowie Sound- und Lichttechnikern. Die Gruppe war zunächst von 1968 bis 1971 aktiv. Danach bildeten Kernmitglieder eine Rockband mit dem verkürzten Namen Principal Edwards, die sich 1974 auflöste.

## Geschichte
Das Kollektiv wurde von Studenten der University of Exeter ins Leben gerufen. Die anfänglichen Musiker waren Root Cartwright (Gitarre, Mandoline, Songwriter), Belinda „Bindy“ Bourquin (Geige, Keyboards, Recorder), David Jones (Gesang, Percussion), Jeremy Ensor (Bass), Martin Stellman (Gesang), Lyn Edwards (Schlagzeug) und Vivienne McAuliffe (Gesang). Zu den Tänzern gehörten Gillian Hadley (Choreograph), John McMahon Hill, Eva Darlow und Monica Nettles, während Les Adey, Harry Housman und Chris Runciman für Sound, Licht, Requisiten und Effekte verantwortlich waren.
Der Name der Gruppe stammte einerseits vom „magischen Theater“ aus Der Steppenwolf von Hermann Hesse, zum anderen von Thomas Charles Edwards, einem  Theologen, der der erste Rektor („Principal“) der Aberystwyth University und ein Vorfahre von Lyn Edwards war. Angeblich hatte diese Namenswahl keinerlei andere Bedeutung als den angenehmen Klang.

### Principal Edwards Magic Theatre, 1968–1971
Ihren ersten öffentlichen Auftritt hatte die Gruppe bei einem Event namens „Dance of Words“, das von Studenten (darunter Jeremy Ensor) im Mai 1968 in Portsmouth veranstaltet und von John Peel moderiert wurde; mit dabei waren auch Fairport Convention, Free, Tyrannosaurus Rex, Alexis Korner, Gary Farr, Pete Brown’s Poetry Band mit John McLaughlin an der Gitarre, sowie die Dichter Brian Patten und Michael Horovitz.
In der Folge traten sie bei ähnlichen Events unter anderem in London auf; dabei teilten sie das Programm mit Pink Floyd, The Fugs, Family, Free, King Crimson, Yes, Deep Purple, Elton John, Ten Years After und anderen. Sie erhielten einen Vertrag bei Dandelion Records, dem Label von John Peel, und traten im Juni 1969 beim Bath Festival of Blues auf.
Die Gruppe veröffentlichte im Juli 1969 ihre erste Single Ballad (of the Big Girl Now and a Mere Boy), im Monat darauf ihr Debütalbum Soundtrack, produziert von Peel und der Band. 1970 erschien ihr zweites Album The Asmoto Running Band, produziert von Nick Mason von Pink Floyd.
Nach internen Differenzen brach das Kollektiv im Dezember 1971 auseinander.

### Principal Edwards, 1972–1974
Anfang 1972 gründete das Kerntrio Root Cartwright, Belinda Bourquin und David Jones eine neue, Rock-orientierte Band mit dem verkürzten Name „Principal Edwards“. Zu ihnen stießen Richard Jones (Bass; ex-Climax Blues Band), Nick Pallett (Gitarre, Gesang) und Geoff Nicholls (Schlagzeug).
Während der nächsten drei Jahre tourten sie mit drei selbst erarbeiteten Musicals, King of Changes, Stone Age Sam und The Glass White Gangster. Ihr Manager war Miles Copeland, sie waren bei Deram Records unter Vertrag. Hier erschien 1974 ihr Album Round One, wiederum produziert von Nick Mason, jedoch blieb der kommerzielle Erfolg aus. Nach einigen weiteren Aufnahmen, die erst 2008 als The Devon Tapes auf den Markt kommen sollten, löste sich die Band auf.

## Diskografie

### Principal Edwards Magic Theatre
- Ballad (Of The Big Girl Now And A Mere Boy) / Lament For The Earth (1969) – Single, Dandelion Records
- Soundtrack (1969) – LP, Dandelion Records
- The Asmoto Running Band (1971) – LP, Dandelion Records
- Soundtrack / The Asmoto Running Band (1994) – CD, See For Miles Records
- Soundtrack (2006) – CD, Cherry Red Records
- The Asmoto Running Band (2006) – CD, Cherry Red Records

### Principal Edwards
- Round One (1974) – LP, Deram Records
- Captain Lifeboy / Nothing (1973) – Single, Deram
- Weekdaze / The Whizzmore Kid (1973) – Single, Deram